# ميخائيل نوغينت
ميخائيل نوغينت (بالإنجليزية: Michael Nugent)‏ هو كاتب غير روائي أيرلندي، ولد في 1 يونيو 1961 في دبلن في جمهورية أيرلندا.